# Грайворонка
Грайворонка — річка у Золочівському і Грайворонському районах Харківської та Бєлгородської областей України і Росії. Ліва притока Ворскли (басейн Дніпра).

## Опис
Довжина річки 35 км, похил річки — 1,4 м/км. Формується з багатьох безіменних струмків та водойм. Площа басейну 138 км².

## Розташування
Грайворонка бере початок в селі Лютівка. Тече переважно на північний захід, перетинає українсько-російський кордон і в селі Замісття впадає у  річку Ворсклу, ліву притоку Дніпра. 
Населені пункти вздовж  берегової смуги: Широкий Яр, Завадське, Скорики, Олександрівка, Івашки, Перовське, Грайворон.

## Притоки
- Яр Калинський - права притока в Україні, впадає у Грайворонку вище села Лютівка.
- Балка Попова - ліва притока в Україні, впадає в Грайворонку південніше села Олександрівка.
- Яр Широкий - права притока в Україні, тече на північний захід через село Широкий Яр і впадає у Грайворонку на пвівденній околиці села Олександрівка
- Балка Пархоменки - права притока в Україні, тече на північний захід через село Широкий Яр і впадає у Грайворонку у селі Олександрівка
- Балка Клинова - ліва притока в Україні, бере початок на північному сході від села Відродженівське, тече переважно на північний схід повз село Тимофіївка і впадає в Грайворонку у селі Олександрівка.
- Балка Кочерижина - ліва притока в Україні. Тече із заходу на схід, впадає у Грайворонку на північній околиці села Олександрівка.
- Балка Бондарева - права притока в Україні. Протікає із заходу на схід через село Скорики, впадає у Грайворонку на північній околиці села Олександрівка.
- Балка Івашкова - права притока в Україні. Бере початок на східній околиці села Перовське, тече на південний захід і впадає у Грайворонку у селі Івашки.
- Сухий Яр - права притока в Росії. Починається на півночі від селища Добропілля тече переважно на північний захід і впадає у Грайворонку у селі Новостроївка-Перша.